# Eske Brock
 For alternative betydninger, se Eske Brock (flertydig). (Se også artikler, som begynder med Eske Brock)
Eske Brock (født 24. december 1560 på Vemmetofte, død 15. december 1625 på Dronningborg) var en dansk rigsråd, søn af Lave Nielsen Brock (d. 1565) og Margrethe Eskesdatter Bille. Eske Brock er begravet i Sankt Mortens Kirke i Randers.
Faderen døde allerede da Eske Brock var fem år gammel. I 1574 da han var 14 år gammel blev han sendt sammen med sin ældre bror Niels til udlandet, og i fire år studerede brødrene i Strasburg, indtil Niels døde af sygdom (1578). Ved sin hjemkomst overtog Eske Brock farens gård Gammel Estrup i Jylland, og efter moderen Margrethe Billes død i (1595) arvede han Vemmetofte. Ved giftermål forøgede han sit jordegods: Da han 6. juli 1589 giftede sig med rigsråden Axel Vifferts og Anne Lindenovs datter Christence Viffert (25. november 1561 – 3. marts 1624), og hun bragte ham den skånske herregård Alnerup. Køb og arv satte ham desuden i årenes løb i besiddelse af en anselig mængde gårde: i Jylland Essenbæk Kloster, Skjern, Hungstrup (som han ejede 1602- 8), Hevringholm, Rugård (eller Rygård) og Nielstrup (de tre sidste købt i 1608), i Skåne: Ellinge og Örtofta slot, i Halland Valden (de tre sidste arvede 1619). Ved rostjeneste-taksationen i 1625 stod han med sine 7634 ½ Tdr. hartkorn som landets rigeste adelsmand.
Hans rigdom skyldtes dels at han tilhørte en slægt, som var ved at uddø; dels hans udprægede økonomiske sans samt at han undlod at gå adelens sædvanlige embedsvej, dog lader det til, at han flere gange har været i kong Frederik 2.s følge, men nogen fast ansættelse ved hoffet eller i kancelliet havde han ikke, ja, hvad endnu mærkeligere er, da han i juni 1596 optoges i rigsrådet, havde han endnu ikke haft nogen forlening. Idet han imidlertid kom til at indtage denne høje stilling og derved overtog en mængde forpligtelser, var det ikke mere end naturligt, at han ligesom sine embedsbrødre lønnedes med et len, og et par måneder efter forlenedes han da også med Dronningborg Len (Randers). Her, i umiddelbar nærhed af alle sine jyske godser, blev han siddende som lensmand lige til sin død. 
Af de mange offentlige hverv, der tilfaldt ham, kan nævnes, at han 1599 sendtes op til herredagen i Norge, at han 1601-1602 var på en sendefærd i Rusland, i 1603 deltog han i et grænsemøde mellem danske og svenske råder, og samme år overværede han kongens hylding i Hamborg. I 1604, 1610 og 1622 fulgte han Christian 4. til Norge, 1605 sendtes han som gesandt til kurfyrsten af Sachsen, 1606 fulgte han Christian 4. til England, under Kalmarkrigen fungerede han som krigskommissær, 1612-13 var han med til at føre de underhandlinger i Knærød, der endte krigen, 1616 repræsenterede han kongen ved den gottorpske hertug Johan Adolfs begravelse, 1618, 1619 og 1623 deltog han i forhandlinger i hertugdømmerne, 1621 var han tilstede ved fyrstemødet i Segeberg og 1623 fulgte han kongen til Braunschweig. Efter at han i 1624 havde taget del i et grænsemøde i Skåne, døde han 15. december 1625 på Dronningborg. Eske Brock blev begravet i Sankt Mortens Kirke i Randers.
Da han blev begravet blev hans adelige våben lagt i graven som tegn på, at med ham var slægtens sidste mand stedet til hvile. Hans hustru havde født ham 8 børn, men kun én søn, nemlig Lave, der døde 1619 i Paris, o. 22 år gammel. Tre døtre overlevede Eske Brock: Jytte, gift med rigsmarsken Jørgen Skeel, Birgitte, gift med Thyge Brahe til Mattrup og Lisbet, gift med Frands Lykke til Overgård.
Hvad der i nyere tid har henledet opmærksomheden på Eske Brock, er at man ca. 1780 til 1884 fandt og udgav i alt ni af hans dagbøger, der er indført i almanakker og altså hver omfatter et år; den første er fra 1604, den sidste fra 1622. Originalerne, med undtagelse af kalenderen for 1617, findes nu i Rigsarkivet.
Mens mange af optegnelserne i dem ikke have stor betydning i og for sig, kaste de tilsammen et rigt lys over en adelsmands liv på de tider og er således i kulturhistorisk henseende af meget betydelig interesse. De viser os Eske Brock som den husholderske herremand, der fører nøje bog over sine stude- og kornhandler så vel som over sine mange store og små udgifter, sine jagter og rejser, sine åreladninger og familiebegivenhederne. Også om det selskabelige liv, når standsfællerne besøgte hverandre, eller kongen havde adelen til gæst, få vi gode oplysninger af dem; med deres forskellige antal kors for at betegne rusens styrke ligne dagbøgerne, som man har sagt, ved sådanne lejligheder kirkegårde.

## Ægteskab
Eske Brock var gift med:
- Christence Axelsdatter Viffert (født 25. november 1561, Malmøhus – 3. marts 1624, Dronningborg)

datter Anne død som lille
datter Anne død som lille
datter Sophie død som lille
datter Margrethe (født 1596 - 10. juli 1615)
søn Lave (Lage) Brock (født 1597, Dronningborg - 1619, Paris)
datter Birgitte Eskesdatter Brock, (død 1639)
datter Jytte Eskesdatter Brock, (født 2. maj 1595, Estrup – 16. november 1640, Sostrup Slot)
datter Lisbet Eskesdatter Brock, (født 1603 – 19. maj 1652).